# Marcos Sebastián Aguirre
Marcos Sebastián Aguirre (Arroyito, província de Córdoba (Argentina), 30 de març de 1984) és un futbolista argentí que jugà al Club Atlético Lanús. La temporada 2008-2009 jugà cedit al Real Valladolid.